# 間崎哲馬
間崎 哲馬（まさき てつま）は幕末の土佐藩士。哲馬は通称で、名を則弘という。

## 来歴

### 生い立ち
江戸で安積艮斎の私塾に学び、清河八郎などとも親交があった。
高知へ戻ってからは、土佐藩が設営した田野学館などで教鞭をとる。その後、教え子の弟から借金を返済しないことで訴訟を起こされ、役職を追われる。高知城下の江の口村に私塾を構える。教え子には中岡慎太郎、吉村虎太郎などがいる。

### 土佐勤王党に参加
その後土佐勤王党に参加。中核人物として活躍し、武市瑞山から最も重用された存在の一人。
間崎は、文久2年(1862年)頃、既に土佐藩上士勤王派の重鎮・乾退助(板垣退助)と好誼を結んでいた。文久2年9月17日(太陽暦11月8日)に間崎が乾退助へ送った書簡が現存する。
書簡を読む限り別封で、勤王派の重要人物から何らかの機密文書を退助のもとへ直接送ったと考えられている。

### 青蓮院宮令旨事件
間崎哲馬は、土佐藩の藩政改革を行うため、土佐勤王党が仲介して青蓮院宮尊融親王(中川宮朝彦親王)の令旨を奉拝しようと活動した。12月、佐幕派の青蓮院宮は令旨を発したが、この越権行為が土佐藩主の権威を失墜させるものとして文久3年1月25日(1863年3月14日)に上洛した山内容堂より「不遜の極み」であると逆鱗にふれ、文久3年6月8日(1863年7月23日)、間崎は平井収二郎、弘瀬健太と共に責任をとって切腹し、土佐勤王党の獄の犠牲者第1号となる。享年30。 
その2ヶ月後、間崎の門下にあたる中岡慎太郎が乾退助を訪問し、のちに薩土討幕の密約を結ぶ端緒となる。
明治24年（1891年）、従四位を追贈された。